# Thigmotactisme
Le thigmotactisme (du grec θίγμο : thigmo: toucher et ταξις : taxie : arranger, disposer) est la tendance qu'ont certains animaux, lorsqu'ils sont placés dans un champ ouvert lors d'une expérience, à rechercher la proximité des parois,.

## Description
Les rongeurs, animaux nocturnes et à mauvaise vision, utilisent surtout des données olfactives et tactiles pour percevoir leur environnement, l'explorer, se repérer. Ces données tactiles proviennent notamment des vibrisses (appelées communément moustaches) en contact avec les parois.

## Interprétation
D'un point de vue anthropologique, un thigmotactisme accru peut être considéré comme un signe d'anxiété, l'animal se sentant moins vulnérable près d'une paroi. C'est la raison pour laquelle la mesure du thigmotactisme fait partie des tests comportementaux utilisés en éthologie ou en pharmacologie pour évaluer le niveau d'anxiété chez un animal. On mesure par exemple la durée relative passée dans la zone périphérique du champ ouvert, ou la distance relative parcourue dans cette zone. En général, les substances anxiolytiques diminuent le thigmotactisme, alors que les substances anxiogènes l'augmentent,.